# Kinect

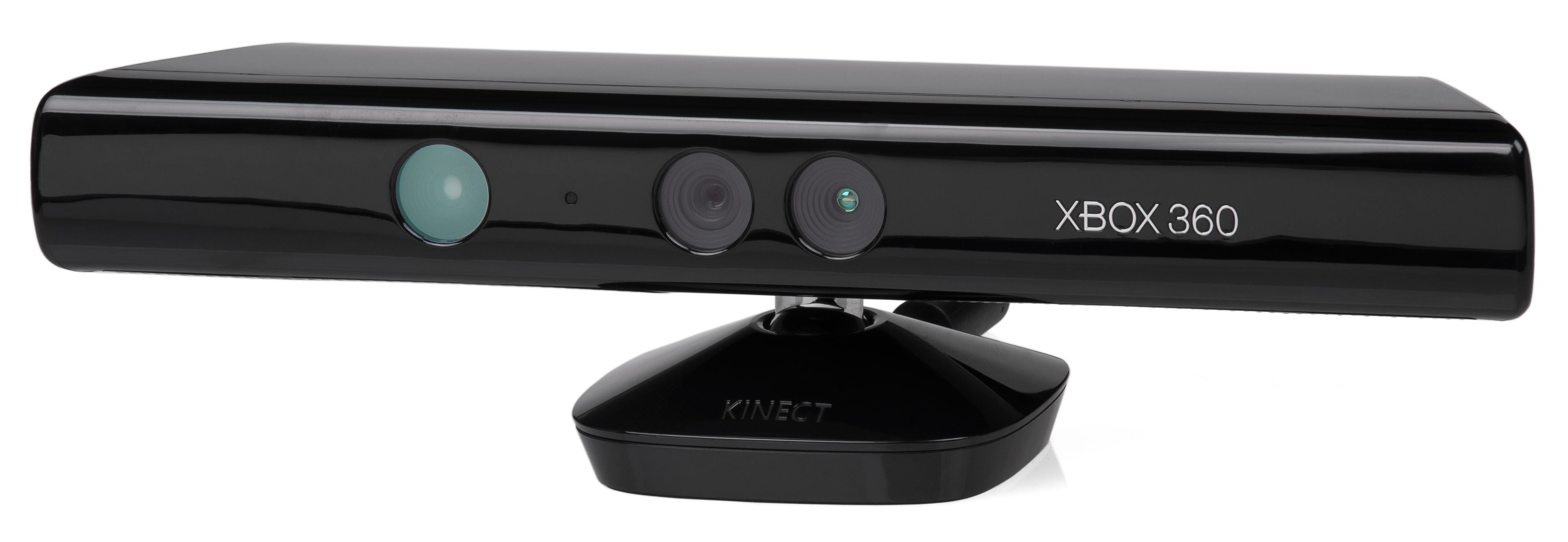
Kinect für Xbox 360 (ab 2010)

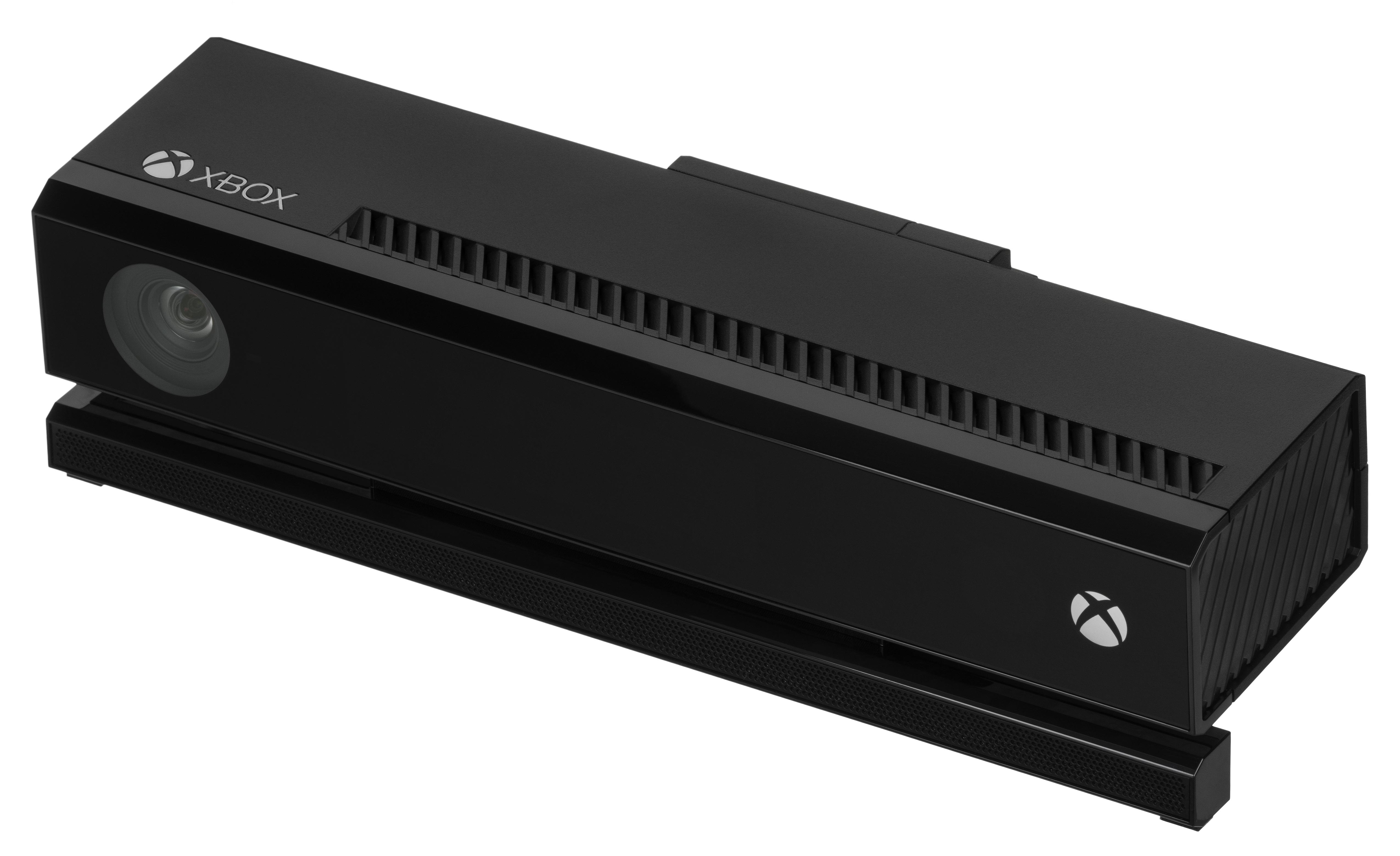
Kinect für Xbox One (2013–2017)

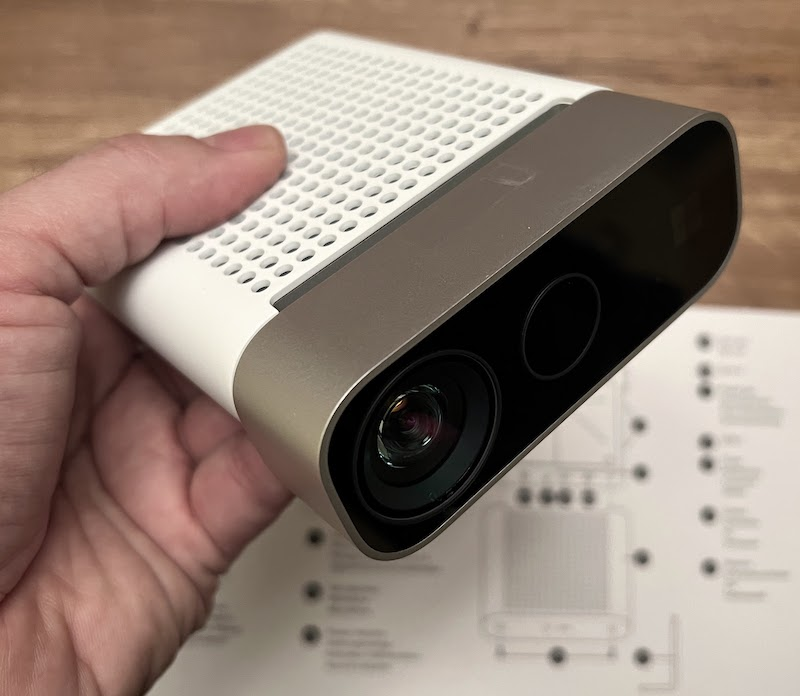
Azure Kinect (2020–2023)

Kinect (abgeleitet vom englischen kinetic connect, deutsch Kinetische Verbindung) ist eine integrierte Sensoreinheit zur Echtzeit-Erkennung von Körperhaltung und -bewegung, die ursprünglich als Spielecontroller für die Videospielkonsolen Xbox 360 und Xbox One entwickelt wurde und in drei Versionen vorliegt: Kinect für Xbox, Kinect für Xbox One und Azure Kinect. Die erste Kinect (Kinect für Xbox 360) wurde seit Anfang November 2010 verkauft. Kinect wurde von Microsoft zusammen mit der Firma PrimeSense entwickelt. Spieler können damit anstatt mittels herkömmlicher Gamepads allein durch Körperbewegungen die Software bedienen. Kinect wurde erstmals auf der Spielemesse E3 am 1. Juni 2009, damals noch unter dem Codenamen Project Natal, der Öffentlichkeit vorgestellt.
Diese seinerzeit neue Art der Steuerung wurde durch eine Kombination von PrimeSense-Tiefensensor, 3D-Mikrofon, Farbkamera und Software ermöglicht. Damit konnte ein Spiel durch Bewegungen sowie Sprache gesteuert werden.
Am 14. Juli 2009 kündigte Bill Gates ebenfalls an, diese Technologie auch auf Windows zu portieren. In erster Linie sollte sie innerhalb des Windows Media Center die Menüauswahl erleichtern. Seinerzeit war auch das Entwicklungsteam der Büroanwendung Microsoft Office dabei gewesen, in diesem Zusammenhang neue Schnittstellen zwischen Mensch und Computer zu entwickeln.
Für die Entwicklung dieser Bewegungssteuerung und Ideen zur Umsetzung wurde Johnny Chung Lee eingestellt.
Dieser studierte Mensch-Computer-Schnittstellen an der Carnegie Mellon University und wurde bekannt durch seine ungewöhnlichen Projekte an Wiimote-Controllern der Spielekonsole Nintendo Wii.
Zum Verkaufsstart in Deutschland am 10. November 2010 betrug der Preis 149 Euro. Am 15. November 2010 gab Microsoft bekannt, dass sich Kinect bereits über 1 Million Mal verkaufen konnte. 15 Tage später bestätigte Microsoft, dass insgesamt 2,5 Millionen Kinect abgesetzt wurden.
Nach 35 Millionen verkauften Einheiten hat Microsoft die Produktion der Kinect 2017 eingestellt.
2019 wurde eine dritte Version der Kinect, die Azure Kinect, für den Anfangspreis von 399 $ angekündigt (Verkauf ab 2020) und sollte eher den industriellen Sektor im Bereich Internet of Things ansprechen. Auch die Produktion der Azure Kinect wurde im Oktober 2023 wieder eingestellt.

## Projektname
Das Project Natal ist nach dem Herkunftsort Natal des brasilianischen Entwicklers Alex Kipman benannt, der das Projekt ins Leben gerufen hat.

## Spiele für Kinect für Xbox (Auswahl)
Folgende Spiele waren zum Kinect-Verkaufsstart erhältlich (Auswahl):
- Child of Eden (Ubisoft)
- Dance Central (MTV Games)
- Dance Evolution (Konami)
- Kinect Joy Ride (Microsoft)
- Kinect Sports (Microsoft)
- Kinect Star Wars (Microsoft)
- Kinect Adventures! (Microsoft)
- Kinectimals (Microsoft)
- Your Shape: Fitness Evolved (Ubisoft)
- Motion Sports (Ubisoft)
- Motion Sports Adrenaline (Ubisoft)
- Sonic Free Riders (Sega)
- Game Party 4 (Warner Bros. Games)
- Crossboard 7 (Konami)
- Fighters Uncaged (Ubisoft)
- Harry Potter und die Heiligtümer des Todes – Teil 1 (EA/Warner Bros. Games)
- Sports Island Freedom (Hudson)
- EA Sports Active 2 (EA Sports)
- Zumba Fitness
- Rise of Nightmares
- Fruit Ninja Kinect (Halfbrick)
- Power Up Heroes (Ubisoft)
- Harry Potter für Kinect
- Disneyland Adventure

Mit neuen Spielen ist nicht mehr zu rechnen.

## Erscheinungsdatum
Kinect wurde in Nordamerika am 4. November 2010 veröffentlicht. Seit dem 10. November 2010 war das Produkt auch in Europa verfügbar. In Australien erschien Kinect am 18. November 2010, in Japan zwei Tage später am 20. November. Der Kinect-Sensor war zum Verkaufsstart im Bundle mit Kinect Adventures! und im Bundle mit der Xbox 360 S (4 oder 250 GB) erhältlich.
Seit September 2014 war, nach der Einführung der interim Xbox One solo genannten Version – ohne die externe Kinect-Einheit – im Juni 2014, Kinect 2 auch für die Xbox One separat erhältlich.

## Kinect für Windows

### Entwicklungsphase
Microsoft kündigte am 16. Juni 2011 die Veröffentlichung einer Betaversion des Kinect für Windows-SDK von Microsoft Research für nicht-kommerzielle Anwendungen an, mit derer es Entwicklern ermöglicht wurde, erste Lösungen für Kinect unter Windows 7 zu entwickeln.

### Merkmale
Zusätzlich zu den bekannten Eigenschaften von Kinect wies Kinect für Windows folgende Merkmale auf:
- Unterstützung von bis zu vier Kinect-Sensoren pro Computer.
- Near Mode für die Hardware, der es der Tiefenkamera ermöglicht, Objekte bis zu einer minimalen Entfernung von 40 Zentimetern zum Gerät zu erkennen.
- Deutlich verbesserte Personenerkennung, einschließlich der Möglichkeit für Entwickler zu definieren, welche Person durch den Sensor erfasst wird.
- Microsoft-Speech-Komponenten.
- Verbessertes „Far-Talk“-Akustikmodell für eine genauere Spracherkennung.
- Verteilbares Installationsprogramm für die Kinect für Windows-Laufzeitumgebung für Entwickler.

### Verfügbarkeit
Am 9. Januar 2012 kündige Steve Ballmer im Rahmen der Consumer Electronics Show (CES) in Las Vegas den 1. Februar als kommerzielles Erscheinungsdatum von Kinect für Windows in den USA an. Einhergehend mit der allgemeinen Verfügbarkeit der Hardware erschien für Entwickler das „Kinect für Windows SDK“ und die Laufzeitbibliothek in der Version 1.0 für Windows 7. Die (mit Stand April 2022) aktuelle Version 2.0 erschien im Oktober 2014. Microsoft erlaubt die Verwendung des SDKs für nichtkommerzielle Zwecke, eine kommerzielle Version sollte zu einem späteren Zeitpunkt herausgegeben werden.

## Verwendung mit anderen Systemen
Bereits wenige Tage nach der kommerziellen Veröffentlichung von Kinect in den USA (4. November 2010) wurden Gerätetreiber entwickelt, sodass eine Verwendung mit Linux und dem Microsoft-Betriebssystem Windows 7 möglich ist.
Das Open-Source-Projekt „openni.org“ entwickelt Software, welche die Daten der Tiefenkamera in Echtzeit auswertet, und z. B. Personen vor der Kamera als solche erkennt/isoliert. Weiter wird in erkannte/isolierte Personen ein menschliches „Standard-Skelett“ hineinprojiziert, und die Gelenkstellungen dieses Skelettes bestmöglich der isolierten Person nachgeführt. Zudem bietet openni Software-Wrapper, um diese Funktionalitäten auch mit C# sowie Java ansprechen zu können.
Am 3. Januar 2011 wurde ein offizieller Klon für den PC vorgestellt, der Asus WAVI Xtion. Der Wavi wird in Zusammenarbeit zwischen Asus und PrimeSense (die auch für das Referenzdesign von Kinect verantwortlich waren) entstehen.
Mit dem Kinect-Adapter für Windows und der Kinect-SDK ist die Verwendung unter Windows 8 und Windows 10 möglich. Durch Verwendung der 3D-Scan-Anwendung unter Windows 10 ist es ebenso möglich, mit der Kinect One einen 3D-Scan anzufertigen.

### Verwendung in Überwachungssystemen
Für Überwachungsaufgaben wurde Kinect weiter entwickelt. Eine Variante, welche Bewegungen von Menschen von Tierbewegungen unterscheiden kann, wird an der koreanischen Demarkationslinie zwischen Nordkorea und Südkorea zur Grenzüberwachung eingesetzt.